# Guerra civile in Somalia (2009 - in corso)
La quarta fase della guerra civile in Somalia prese avvio nel gennaio 2009, dopo il completamento del ritiro delle truppe etiopi che avevano invaso e occupato la Somalia centro-meridionale nel dicembre 2006

## Antefatti
Dopo che il 25 gennaio 2009 le truppe etiopi ebbero completato il loro ritiro dalla Somalia, il 30 gennaio si tennero nuove elezioni presidenziali, che risultarono nell'elezione a Presidente dello stesso Sharif Sheikh Ahmed, risultato vincitore su Maslah Mohamed Siad, figlio dell'ex presidente Barre, e su Nur Hassan Hussein, Primo Ministro uscente nominato da Yusuf.
L'ala più radicale dell'Unione delle Corti Islamiche, guidata da Hassan Dahir Aweys, continuò la lotta armata senza riconoscere la legittimità del Governo federale di transizione, accanto agli altri movimenti islamisti radicali come Al-Shabaab.

## La guerra

### Dopo l'elezione di Sherif Ahmed (2009-2012)

#### Il Governo assediato a Mogadiscio

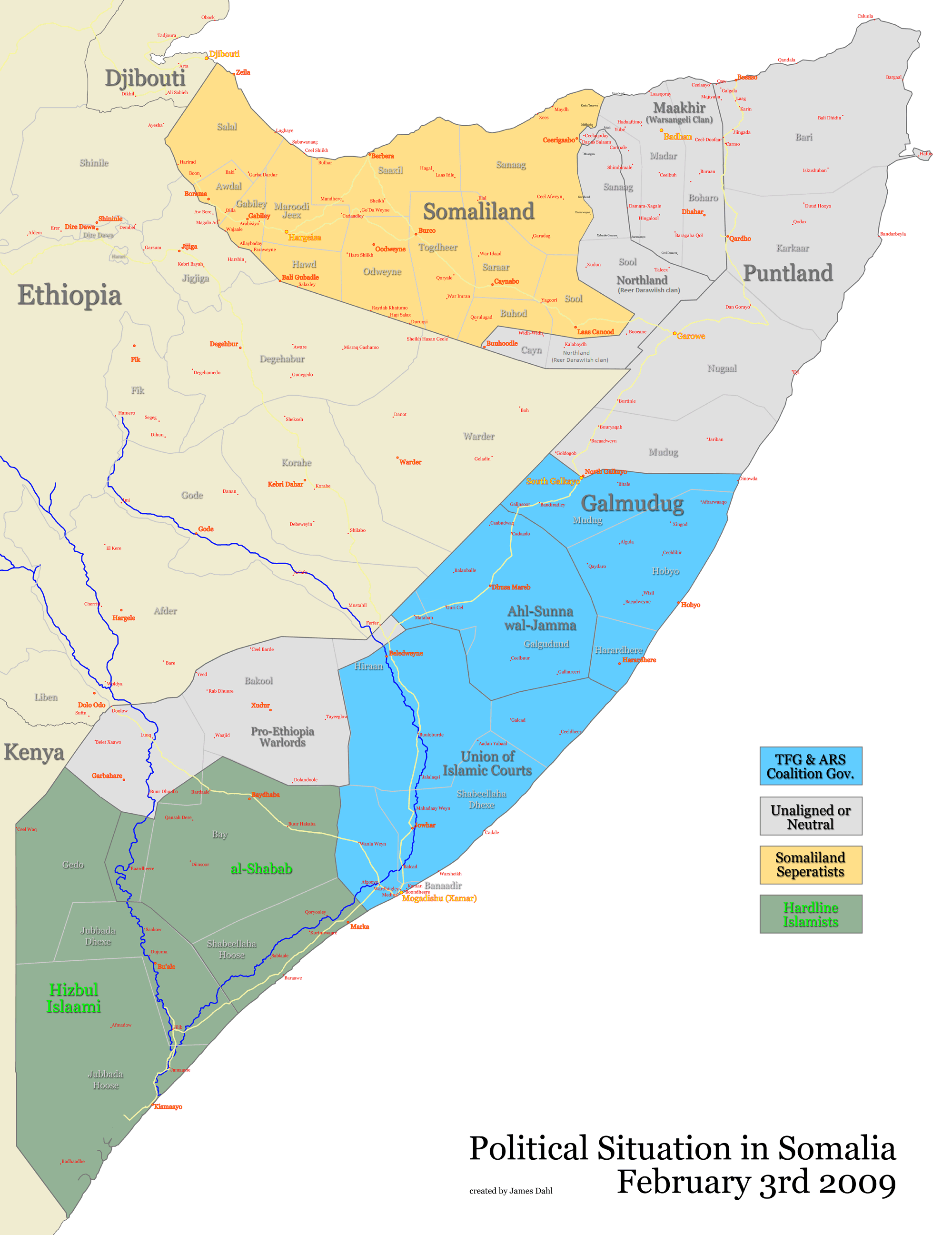
Situazione della guerra somala nel febbraio 2009

Il Presidente Sheikh Ahmed, in un incontro a Gibuti il 13 febbraio nominò il Primo ministro Sharmarke, del clan Darod, quale figura di mediazione tra il precedente Governo di Yusuf e le Corti islamiche, che ne approvarono la nomina. Questi formò un Governo di ampia coalizione, composto di membri del GFT e dell'ICU, che in marzo si trasferì nella sede di Mogadiscio, mentre gli islamisti di Al-Shabaab, che avevano già preso Baidoa, non riconobbero neanche il nuovo Governo di coalizione e continuarono ad avanzare contro il GFT, accerchiando Mogadiscio. Il GFT ingaggiò contro di loro le proprie truppe assistite da quelle dell'Unione africana (AMISOM).
Il 7 maggio 2009, gli Al-Shabaab attaccarono Mogadiscio conquistandone molti quartieri, confinando il GFT in un'area di pochi km², al di fuori della quale proseguivano i combattimenti e gli attentati contro esponenti del Governo. Vi furono tensioni anche nel nord del Paese, che sfociarono a volte in scontri armati, tra la regione indipendentista del Somaliland e quella autonoma ma favorevole al GFT del Puntland.
Il GFT rimase accerchiato in pochi palazzi di Mogadiscio anche nel 2010, affrontando nel contempo anche una crisi istituzionale in aprile tra il Presidente del Parlamento Madobe, della fazione dell'ex Presidente Yusuf, e il Primo Ministro Sharmarke, che portò alle dimissioni di Madobe Anche il Presidente Sharif Ahmed tentò di convincere il premier Sharmarke a dimettersi, minando la credibilità già debole del Governo, tanto che l'intero GFT parve prossimo al collasso. Il 23 agosto, gli Al-Shabaab riuscirono a irrompere nella sede del GFT a Mogadiscio, fucilando 4 deputati del Governo assieme ad altre 29 persone. A settembre, gli Al-Shabaab giunsero a soli 100 m dal palazzo del Presidente Sharif Ahmed, che abbandonò Mogadiscio, mentre molti deputati e ministri si erano già trasferiti all'estero a Nairobi. Il Governo in esilio approvò una bozza di Costituzione sotto gli auspici dell'ONU, mentre il Primo Ministro Sharmarke, sempre più politicamente isolato, fu costretto a dimettersi il 21 settembre, lasciando il GFT nelle mani dell'ONU, dell'UA e dell'IGAD. Il 14 ottobre 2010 fu nominato come nuovo Primo Ministro Mohamed Abdullahi Mohamed, con l'appoggio dell'ONU, ma ritenuto dagli islamisti espressione di interessi stranieri.

#### Accordi di Kampala e Operazione Linda Nchi
Nel giugno 2011, il Presidente Sharif Ahmed e il Presidente del Parlamento Sharif Hassan, in esilio a Kampala, in Uganda, sotto la supervisione del Presidente ugandese Yoweri Museveni e dell'inviata dell'ONU Augustine Mahiga, strinsero un accordo che prevedeva le dimissioni del premier Mohamed e nuove elezioni, suscitando forti proteste per rivendicare la sovranità della Somalia, nella capitale Mogadiscio, a Gallacaio, Beled Hawo, e nelle comunità somale all'estero a Il Cairo, Nairobi, Johannesburg, Sydney, Londra, Roma, Stoccolma, Minneapolis e Toronto. Il Presidente Sherif Ahmed, parlando a Radio Mogadiscio, invitò l'esercito a gestire la situazione, salvo poi chiedere il rilascio dei manifestanti detenuti, e condannò le proteste come "illegali", paventando inoltre la possibilità di attentati di Al-Shabaab. Infine il 19 giugno il Primo Ministro Mohamed fu costretto a dimettersi e sostituito da Abdiweli Mohamed Ali.
Gli islamisti di Al-Shabaab denunciarono l'accaduto come prova dell'ingerenza dell'Uganda nella politica somala, dichiarando di continuare a non riconoscere il GFT e di voler cacciare dal Paese le truppe ugandesi dell'Unione africana (AMISOM). Tuttavia nell'estate del 2011 una terribile carestia si abbatté sulla Somalia, spingendo gli Al-Shabaab a ritirarsi da Mogadiscio. 

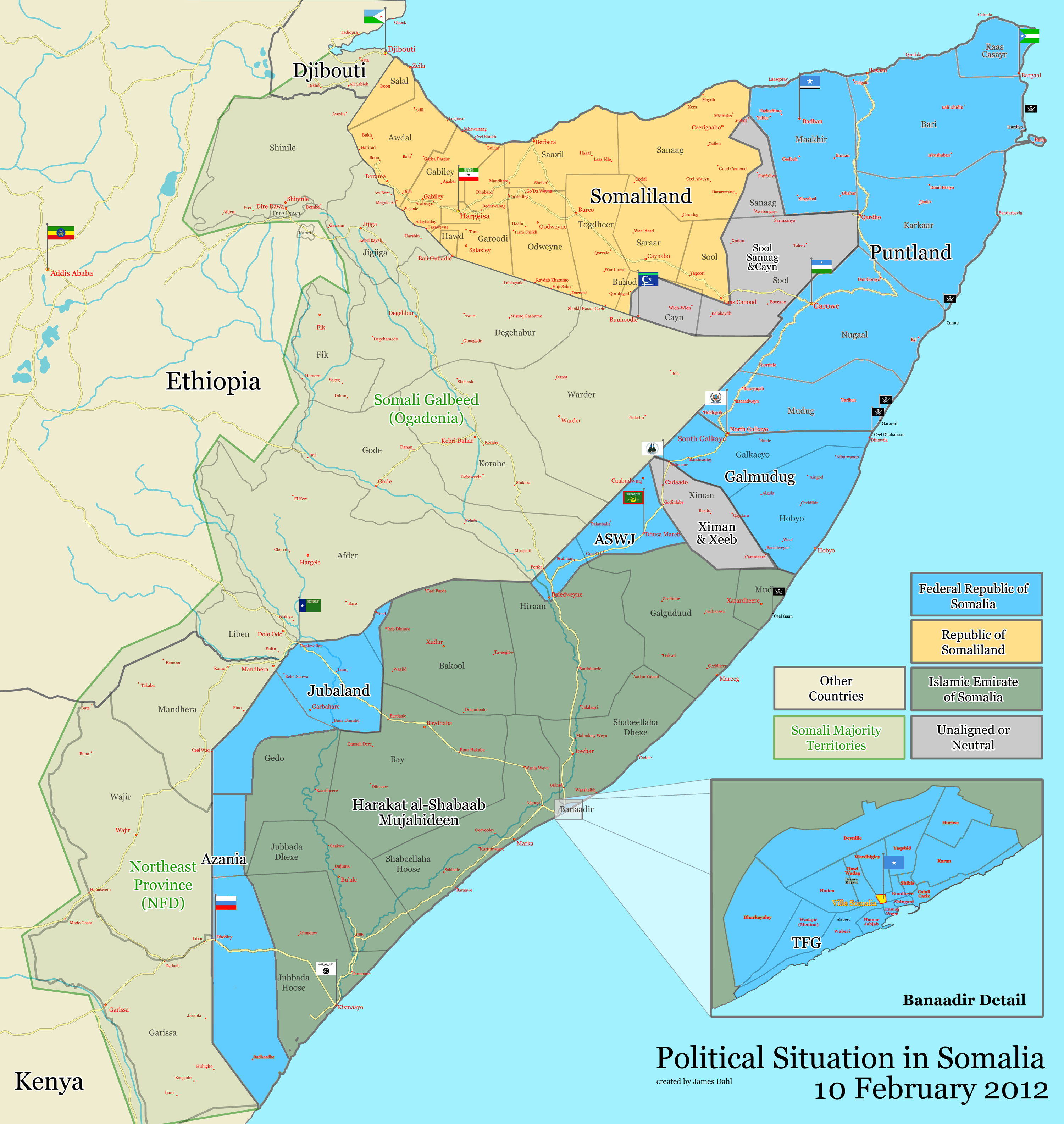
Situazione della guerra somala nel febbraio 2012

Il nuovo premier, Abdiweli Mohamed Ali, strinse un accordo anche con il gruppo islamista Ahlu Sunna wal Jamaa, le cui milizie affiancarono le truppe somale e quelle dell'Unione africana in una coalizione contro gli Al-Shabaab. Il 6 agosto 2011 il GFT riprese il controllo dell'intera città di Mogadiscio, sbloccando così lo stato di assedio della città che perdurava da anni, ed iniziando una controffensiva per riprendere il controllo del sud del Paese.
A seguito di incontri preparatori a Dobley tra ufficiali somali e kenioti, ad ottobre fu avviata un'operazione militare congiunta contro gli Al-Shabaab tra forze armate keniote e somale, guidata ufficialmente dall'esercito somalo,  denominata operazione Linda Nchi (ossia "proteggere il Paese"  in lingua swahili). Le truppe del Kenya vennero in seguito formalmente integrate nella missione internazionale AMISOM dell'Unione africana. Grazie alla nuova coalizione internazionale contro gli Al-Shabaab, il GFT riprese possesso, nel corso del 2012, di Belet Uen, Oddur, Afgoi, Afmadù.
Il Governo del premier Ali fu impegnato anche nell'organizzare la roadmap per la fine del Governo federale di transizione e la nascita della Repubblica Federale, che avvenne in agosto con la promulgazione della Costituzione.
Alle successive elezioni presidenziali del 10 settembre 2012, si candidarono, oltre al presidente uscente Sherif Ahmed, il premier uscente Abdiweli Mohamed Ali, e il leader politico Hassan Sheikh Mohamud, fondatore del ramo somalo dei Fratelli Musulmani, che risultò eletto.

### Presidenza Hassan Sheikh Mohamud (2012-2017)

#### Estensione della missione AMISOM
All'indomani della sua elezione, il Presidente Hassan Sheikh Mohamud subì un attentato, rivendicato dagli Al-Shabaab, legati alla rete di Al Qaida. Il Presidente annunciò di voler proseguire gli sforzi del suo predecessore Sharif Sheikh Ahmed contro gli Al-Shabaab, giovandosi del sostegno delle truppe keniote e dell'Unione africana al ricostituendo esercito somalo. Sotto la sua presidenza si ottenne la liberazione della strategica città di Chisimaio, che era divenuta la capitale dei territori governati dagli islamisti e la loro principale fonte di reddito nel settembre 2012, e quella di Giohar in dicembre.
Alla fine del 2012, l'inviata dell'ONU Augustine Mahiga dichiarò che circa l'85% dei territori contesi erano ormai sotto il controllo del governo somalo, ma esortò anche a rinnovare l'impegno della missione dell'Unione africana fintanto che le forze di sicurezza della Repubblica Federale Somala non avessero completato il processo di formazione. Il Governo federale deteneva il controllo di tutti i maggiori centri urbani, ma molte zone rurali erano ancora controllate dagli Al-Shabaab, dove i miliziani sfuggivano al controllo del governo nascondendosi tra la popolazione.
Pertanto il Consiglio di sicurezza delle Nazioni Unite rinnovò per un altro anno il mandato della missione AMISOM, e con la risoluzione 2093 del 6 marzo 2013 sospese per un anno l'embargo sulle armi leggere alla Somalia, che vigeva dal '91, così da consentire la ricostituzione dell'esercito nazionale.
A partire da settembre 2013, su richiesta del Governo federale, fu installata a Mogadiscio una base militare degli Stati Uniti, con funzioni di supporto alla pianificazione delle operazioni militari da parte delle forze somale. Il 5 ottobre, la Marina militare degli USA lanciò un attacco mirato contro un capo di Al-Shabaab nella città costiera di Brava, a sud di Mogadiscio, pur fallendo l'obiettivo della sua cattura.
A novembre 2013, anche l'Etiopia, che continuava ad avere 8000 soldati impegnati nel Sud della Somalia contro gli Al-Shabaab, formalizzò la richiesta di inquadrare i propri soldati nell'ambito della Missione dell'Unione africana in Somalia, suscitando il plauso del Governo somalo. Con risoluzione 2124 del 2014, il Consiglio di sicurezza delle Nazioni Unite autorizzò quindi l'ampliamento dell'organico dell'AMISOM di altre 4'000 unità, consentendo, accanto ai contingenti già in essere di Gibuti, Burundi, Sierra Leone, Kenya e Uganda, la formazione di un sesto contingente dell'Etiopia, che ebbe la responsabilità delle operazioni nelle regioni meridionali di Ghedo, Bakool e Bai.
Nel dicembre 2013, intanto, il premier Shirdon fu sfiduciato dal Parlamento somalo, e al suo posto fu nominato Abdiweli Sheikh Ahmed.

#### Operazione Oceano Indiano
Il Presidente Hassan Sheikh Mohamud, al Summit dell'Unione africana tenutosi ad Addis Abeba nel gennaio 2014, chiese un prolungamento per un altro anno del mandato per l'acquisto di armi stabilito dalle Nazioni Unite, in scadenza a marzo; tuttavia un rapporto del febbraio 2014 del Gruppo di monitoraggio ONU su Somalia ed Eritrea denunciò, oltre alle difficoltà per gli osservatori nell'accedere ai depositi di armi e nell'ottenere informazioni, la scoperta di abusi sistematici da parte di alti ufficiali somali, tra cui un consigliere chiave del Presidente, che consentivano la distrazione delle armi dalle costituende forze di sicurezza nazionali per venderle a capi fazione e miliziani di Al-Shabaab. Le accuse furono negate dal Capo di Stato maggiore dell'esercito, Dahir Adan Elmi,, dichiarando di aver acquistato armamenti in due occasioni a seguito della rimozione dell'embargo sulle armi, e che i miliziani di Al-Shabaab possedevano altri canali per rifornirsi di armi e utilizzavano altri tipi di armi, soprattutto ordigni esplosivi.
In febbraio, inoltre, il nuovo premier somalo Abdiweli Sheikh Ahmed incontrò ad Addis Abeba il suo omologo etiope Haile Mariam Desalegn, elogiando il ruolo dell'Etiopia nel processo di stabilizzazione della Somalia e nella lotta agli Al-Shabaab, e la decisione dei militari etiopi di entrare nell'AMISOM, ed auspicando un rafforzamento delle relazioni tra i due Paesi.

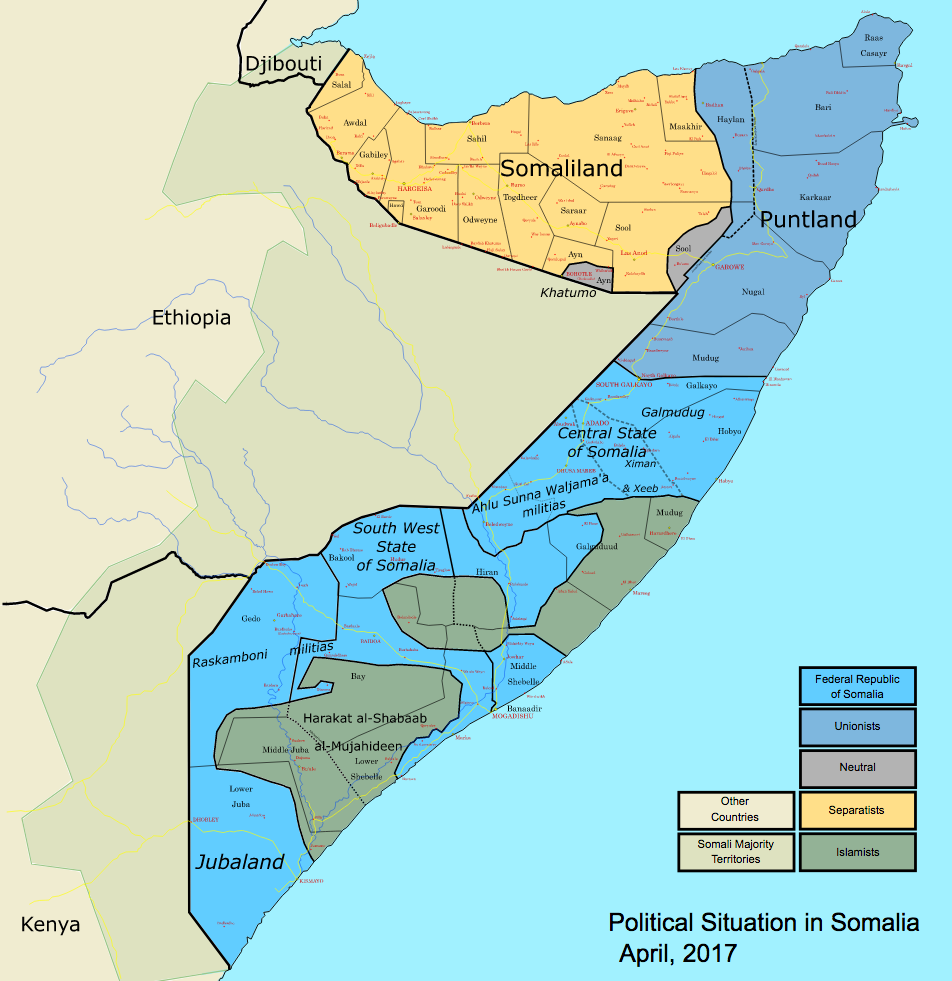
Situazione della guerra somala nell'agosto 2014

A marzo, le forze di sicurezza somale e quelle dell'AMISOM lanciarono un'intensa operazione militare contro gli Al-Shabaab nella Somalia meridionale, conquistando le città di Rab Dhure, Hudur, Wajid e Burdhbo ed attuando nei territori liberati interventi di supporto all'amministrazione locale e alla sicurezza, dislocando in ciascuna città un vice ministro e dei religiosi per coordinare e supervisionare le iniziative del governo; il 26 marzo il numero di città liberate salì a dieci, tra cui Coriolei ed El Bur. Il Rappresentante Speciale dell'ONU per la Somalia Nicholas Kay descrisse l'avanzata militare come l'offensiva più importante, e geograficamente estesa, da quando le truppe dell'Unione Africana avevano incominciato le loro operazioni nel 2007.
Nell'agosto 2014 partì una seconda operazione militare, l'operazione Oceano Indiano, con l'obiettivo di rimuovere gli ultimi nuclei di resistenza dal sud del Paese. A fine agosto, la grande maggioranza delle città somale erano ormai sotto controllo dell'esercito somalo e delle forze alleate dell'AMISOM, incluso il villaggio di Buulo Mareer, e l'avanzata proseguiva verso la città di Brava, principale roccaforte di Al-Shabaab dopo la caduta di Chisimaio. Anche se l'organizzazione perdeva il controllo del territorio, la sua capacità di eseguire attentati terroristici era ancora notevole.
Nel corso di una missione contro gli Al-Shabaab, il 1º settembre 2014 un drone statunitense uccise Moktar Ali Zubeyr, leader dell'organizzazione, infliggendo una significativa perdita da un punto di vista sia simbolico che operativo, tanto che il governo somalo concesse per 45 giorni l'amnistia per tutti i membri moderati del gruppo terroristico. Analisti politici suggerirono che la morte del leader di Al-Shabaab avrebbe portato alla frammentazione e dissoluzione del gruppo. Il 3 ottobre 2014, Al-Shabaab abbandonò la città di Brava ripiegando all'interno.

#### Offensiva Jubba Corridor
Nel dicembre 2014, intanto, anche il premier Abdiweli Sheikh Ahmed fu sfiduciato dal Parlamento somalo, e il Presidente Hassan nominò nuovamente Sharmarke. Questi dichiarò di voler formare un Governo di ampia base, con obiettivi in continuità con il governo precedente, e che il combattimento contro gli Al-Shabaab era una priorità anche del nuovo governo. Il 9 giugno 2015, dichiarò di prevedere la fine del gruppo terroristico entro l'anno, pur aggiungendo che per affrontare le cause profonde del conflitto, quelle che portavano molti giovani ad arruolarsi, sarebbe servito molto più tempo.
Il 26 giugno 2015 gli Al-Shabaab attaccarono la base militare dell'Unione africana a Lego uccidendo 50 soldati. Il 17 luglio, le forze dell'AMISOM, composte da soldati kenioti, etiopi e somali, lanciarono in risposta un'offensiva contro gli Shabaab,  detta Jubba Corridor, per riconquistare le regioni di Ghedo e Bai, espugnando la città di Bardera il 22 luglio, un bastione degli Shabaab da sette anni, e quella di Dinsor il 24 luglio. Al termine dell'offensiva, il 6 agosto, il comandante della missione dichiarò che erano stati uccisi oltre 300 combattenti di Al-Shabaab. Nonostante le perdite, il 1º settembre gli Shabaab assaltarono la base dell'Unione africana a Genale uccidendo 50 soldati, e nei giorni seguenti ripresero il controllo delle città di El Saliindi, Kuntuwarey e Buqda.
A ottobre 2015, uno dei principali capi di Al-Shabaab, Abdiqadir Mumin, annunciò di affiliarsi allo Stato Islamico, stabilendosi nel Puntland con 50-100 combattenti, a seguito di contrasti con la leadership di Al-Shabaab. Il 14 marzo 2016, anche Al-Shabaab fece per la prima volta un'incursione nel Puntland, conquistando la città di Gard, con gravi conseguenze umanitarie.
Il 16 gennaio 2016 gli Al-Shabaab attaccarono la base dell'Unione africana di El-Adde, nella regione di Ghedo, uccidendo 60 soldati; il 5 febbraio, occuparono la città portuale di Merca, a 45 km da Mogadiscio, abbandonata dalle truppe dell'AMISOM, causando gravi danni alla popolazione, ma ne furono cacciati il giorno seguente.
Nel 2016 gli Stati Uniti intensificarono la collaborazione con il governo somalo e le forze dell'Unione africana nella lotta al terrorismo islamico e nelle operazioni contro i posti di blocco illegali di questi gruppi sul territorio, con circa 50 operativi dislocati in diverse località della Somalia meridionale coordinati dal quartier generale a Mogadiscio: il 5 marzo gli USA condussero un massiccio bombardamento con aerei e droni su un campo di Al-Shabaab a 200 km a nord di Mogadiscio, Camp Raso, uccidendo circa 100-150 combattenti, il 9 marzo truppe speciali statunitensi affiancarono l'esercito somalo nell'attacco alla città di Audegle, controllata da Al-Shabaab, catturando diversi combattenti, pur senza riuscire a liberare la città, l'11 aprile eseguirono un raid mirato a Chisimaio uccidendo 10 combattenti di Al-Shabaab ritenuti una minaccia imminente per le forze USA presenti sul territorio; il 10 maggio, coordinarono truppe somale in una missione mirata contro alcuni combattenti di Al-Shabaab che preparavano un attacco a una base AMISOM, il 12 maggio truppe dell'AMISOM attaccarono un posto di blocco illegale di Al-Shabaab a ovest di Mogadiscio, il 13 maggio gli USA eseguirono un raid mirato contro 3 combattenti di Shabaab, il 31 maggio coordinarono truppe somale in una missione mirata contro due importanti membri di Al-Shabaab, Mohamud Dulyadeyn, ritenuto la mente dell'attacco all'università di Garissa dell'aprile 2015, e Maalim Daud, capo dell'intelligence del gruppo, che furono uccisi assieme ad altri 16 combattenti; il giorno seguente Al-Shabaab rispose facendo esplodere un'autobomba all'Hotel Ambassador di Mogadiscio, uccidendo 15 civili, tra cui due parlamentari, e il 9 giugno assaltò un campo militare dell'Unione africana a Halgan, difeso dalle truppe etiopi ivi stanziate.
Il 17 luglio 2016 gli Al-Shabaab attaccarono il villaggio di Wardinle, presso Baidoa, scontrandosi con le truppe etiopi dell'AMISOM e causando la morte di 14 civili. Il 3 agosto, un contigente di truppe scelte statunitensi affiancò militari somali in un'operazione contro un posto di blocco illegale di Al-Shabaab a Saakow.
Il 21 agosto gli Al-Shabaab fecero esplodere due bombe a Gallacaio, causando almeno 10 morti; il 19 settembre un attentatore suicida di Al-Shabaab uccise a Mogadiscio il generale somalo Mohamed Roble Jimale Gobale e quattro guardie del corpo.
Il 26 settembre, gli USA coordinarono truppe somale in un'operazione a Chisimaio contro gli Al-Shabaab, uccidendo 9 combattenti; due giorni dopo, soldati statunitensi affiancarono truppe somale in un'operazione a Gallacaio contro gli Al-Shabaab, uccidendo 4 combattenti; il giorno seguente, gli USA eseguirono un raid nello Stato di Galmudugh, uccidendo per errore 22 civili ed alcuni soldati somali, suscitando la protesta dell'amministrazione regionale.
A ottobre, dopo il ritiro delle truppe etiopi dalla città di Halgan, gli Al-Shabaab occuparono la città, e i villaggi di el-Ali e Moqokori, nella regione dell'Hiran.
Il 26 ottobre, combattenti affiliati allo Stato Islamico presero il controllo della città portuale di Candala, nel Puntland, ma le forze armate del Puntland li respinsero a seguito di scontri armati che si svolsero dal 10 novembre al 7 dicembre.
Il 27 gennaio 2017, combattenti di Al-Shabaab attaccarono un campo militare dell'AMISOM a Kolbiyow.

### Presidenza Mohamed Abdullahi Mohamed (2017-)

Situazione in Somalia nel 2024.

L'8 febbraio 2017 fu eletto presidente della Repubblica Mohamed Abdullahi Mohamed, il quale nominò il 1º marzo Hassan Ali Khayre come Primo Ministro.
Il 30 marzo 2017, il presidente statunitense Donald Trump firmò un decreto per dichiarare la Somalia "area di ostilità attive", autorizzando così il Comando degli Stati Uniti in Africa (AFRICOM) ad eseguire operazioni di antiterrorismo con minore tutela verso i civili. Da allora sono aumentati sia i bombardamenti offensivi mirati che l'entità delle forze speciali statunitensi impiegate in Somalia, così come quella delle truppe convenzionali con compiti di formazione ed edificazione delle forze di difesa nazionale. Il comandante dell'AFRICOM, gen. Thomas Waldhauser, dichiarò che l'obiettivo era fornire alle forze di sicurezza somale la capacità di operare da sole entro il 2021.
Anche la Turchia installò una propria base militare presso Mogadiscio, con almeno 500 soldati deputati all'addestramento dell'esercito somalo, operativa da agosto.
Il 4 maggio 2017 una squadra speciale della marina americana supportò l'esercito somalo in una missione mirata, a 60 km ad ovest di Mogadiscio, contro miliziani di Al-Shabaab già responsabili di attacchi terroristici a Mogadiscio, durante la quale oltre a tre miliziani Al-Shabaab, tra cui Moalin Osman Abdi-Badil, membro dell'intelligence dell'organizzazione, perse la vita anche un soldato americano ed altri due furono feriti.

#### Raid aerei dell'AFRICOM
I raid aerei statunitensi nel 2017 contribuirono a ridurre la capacità di Al-Shabaab di condurre nuovi attacchi, come quello l'11 giugno presso Sakow, che uccise 8 miliziani chiave dell'organizzazione, quello del 23 luglio diretto contro Ali Jabal, comandante di Al-Shabaab nel Benadir, ritenuto la mente degli attacchi terroristici a Mogadiscio, ucciso da un successivo raid il 30 luglio a Tortoroow, il 10 agosto un quarto raid con drone uccise un altro leader di Al-Shabaab, il 17 agosto un raid uccise 7 miliziani di Al-Shabaab a Gelib, mentre erano impegnati in uno scontro a fuoco con soldati somali, il 3 novembre due raid con droni a Buqa, 60 km N di Candala, uccisero diversi miliziani dello Stato Islamico in Somalia, altri 5 raid con droni nei giorni 9-12 novembre uccisero 36 miliziani di Al-Shabaab e 4 miliziani dell'ISIS, tra cui il responsabile di un attacco a un convoglio militare americano-somalo a Gado, il 14 novembre un raid con drone a 100 km NW di Mogadiscio uccise diversi miliziani di Al-Shabaab, a dicembre un raid su un campo di addestramento di Al-Shabaab, a 200 km NW di Mogadiscio, uccise oltre 100 miliziani dell'organizzazione, un altro raid il 24 dicembre ne uccise 13. In totale i raid americani nel periodo 30 marzo-31 dicembre 2017 furono 34, consentendo di ridurre il numero di miliziani di Al-Shabaab a 3 000-6 000 e quelli dell'ISIS a 250.
Sebbene alcuni analisti ne mettano in dubbio l'efficacia, in quanto non seguiti da azioni supplementari e riscontri sul terreno, i raid statunitensi contro gli Al-Shabaab proseguirono nel 2018, con un totale di 15 nel periodo gennaio-maggio, tra i quali l'11 aprile a Jana Cabdalle, a 50 km NW di Chisimaio, neutralizzando un'autobomba di Al-Shabaab, il 31 maggio a 50 km SW di Mogadiscio, uccidendo 12 miliziani, il 2 giugno a Bosaso, nel Puntland, uccidendo 27 miliziani. Negli stessi mesi proseguirono anche le operazioni dell'esercito somalo contro i posti di blocco illegali realizzati da Al-Shabaab per estorcere tasse alla popolazione, come il 12 maggio presso Gialalassi nella regione di Hiran, che portò all'uccisione di 13 miliziani.
I raid statunitensi contro Al-Shabaab proseguirono anche nei restanti mesi del 2018, raggiungendo un totale di 47 nel periodo gennaio-dicembre, ed ulteriori 24 nel periodo gennaio-febbraio 2019.

#### Attentati e guerriglia di Al-Shabaab
La capacità di Al-Shabaab di compiere attentati e operazioni di guerriglia apparve tuttavia ancora notevole. Tra gli attentati realizzati nel 2017, il più grave fu quello del 17 ottobre a Mogadiscio, che provocò oltre 300 vittime civili nella capitale.
Tra gli attacchi di Al-Shabaab del 2018, si verificò il 23 febbraio l'esplosione di due autobombe a Mogadiscio, che causarono 38 vittime, il 1º marzo l'esplosione di un'autobomba in un posto di blocco dell'esercito somalo a 15 km da Mogadiscio, che uccise 2 soldati e ne ferì 5, il 2 marzo un'imboscata contro un convoglio militare a Balad, 30 km N di Mogadiscio, che uccise 5 soldati e un ordigno contro la base militare di Afgoi che ne uccise altri 5; il 2 aprile l'assalto contemporaneo di tre basi AMISOM, a Coriolei, Bulomarer e Golweyn, uccidendo negli scontri 6 soldati ugandesi ma subendo anche la perdita di 36 miliziani; il 12 aprile un attentato terroristico nello stadio di calcio di Brava, che fece 5 vittime, il 23 aprile l'assalto alla base AMISOM di Arbaow/Elasha Biyahawas, alla periferia di Mogadiscio, il 24 aprile l'assalto con ordigni e scontro a fuoco alle truppe AMISOM ad el-Waregow, presso Merca, il 9 maggio l'esplosione di un ordigno stradale nel mercato di Wanlaweyn, 90 km a NW di Mogadiscio, che causò 11 vittime e 15 feriti, il 10 maggio quella di un ordigno stradale contro un veicolo militare, che fece 10 vittime e 2 feriti, il 12 maggio di un ordigno nel mercato di Bulomarer che fece 4 vittime e 5 feriti.
Al-Shabaab riprese le ostilità l'8 giugno con l'attacco alle truppe somale presso el-Wak e l'uccisione di un soldato in un mercato a Afgoi, seguito dall'attacco alla base militare di Sanguni che causò 3 vittime e 4 feriti, ed alle truppe somale a Teed, 30 km a N di Huddur (regione di Bakool), che causò 5 vittime e 3 feriti; il 1º luglio attaccò la base dell'Unione africana di Halane, presso Mogadiscio, causando 5 morti e 10 feriti, il 14 luglio realizzò un duplice attentato kamikaze al Ministero dell'Interno a Mogadiscio, che causò 10 vittime e 20 feriti nel successivo scontro armato, ed alla residenza del Commissario di Polizia di Baidoa, che fece 4 vittime e 3 feriti, e il 15 luglio fece esplodere due autobombe contro il Palazzo Presidenziale a Mogadiscio.